# Leila Gyenesei
Leila Gyenesei (Kaposvár, 22 aprile 1986) è una pentatleta ed ex fondista ungherese.

## Biografia

### Carriera nello sci di fondo
Attiva in gare FIS dal dicembre del 2001, ha esordito in Coppa del Mondo il 14 dicembre 2004 ad Asiago (54ª) e ai Campionati mondiali a Oberstdorf 2005, sua unica presenza iridata, dove si è classificata 56ª nella sprint e non ha completato la 10 km e la sprint a squadre. Ha ottenuto il miglior piazzamento in Coppa del Mondo in occasione della sua ultima gara nel circuito, la sprint di Oberstdorf del 22 gennaio 2006 (35ª), e la sua ultima gara in carriera è stata la 10 km dei XX Giochi olimpici invernali di Torino 2006, sua unica presenza olimpica invernale, chiusa dalla Gyenesei al 69º posto.

## Palmarès

### Pentathlon
- Mondiali:

Budapest 2008: oro nella staffetta, bronzo nella gara a squadre.
Londra 2009: bronzo nella gara a squadre.
Mosca 2011: oro nella staffetta, argento nella gara a squadre.
Kaohsiung 2013: argento nella staffetta.
- Europei

Mosca 2008: argento nel pentathlon moderno staffetta a squadre.
Lipsia 2009: bronzo nel pentathlon moderno a squadre.
Debrecen 2010: oro nel pentathlon moderno staffetta a squadre e argento a squadre.
Medway 2011: oro nel pentathlon moderno a squadre e staffetta a squadre.
Sofia 2012: bronzo nel pentathlon moderno a squadre.